# 多羅日尼揚卡
47°35′31″N 36°16′53″E / 47.59194°N 36.28139°E

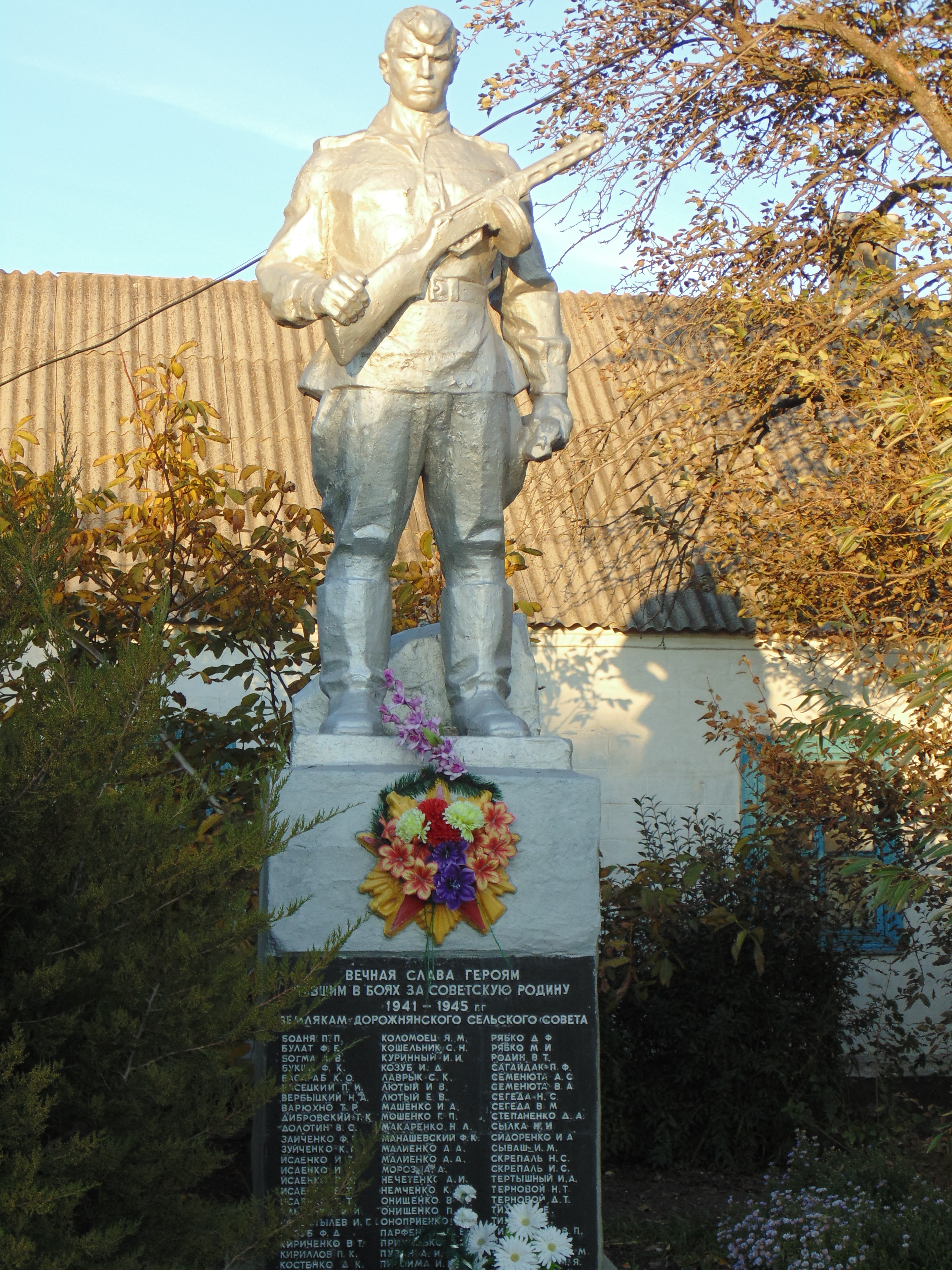
战士纪念碑

多羅日尼揚卡（烏克蘭語：Дорожнянка），是位於烏克蘭東南部的村莊，由扎波羅熱州波洛希區的胡利亚伊波莱市鎮負責管轄，始建於1922年，面積1.1平方公里，海拔高度156米，2001年人口332，人口密度每平方公里302.6人。